# Gaspar de Baeza
Gaspar de Baeza (lateinisch Gaspar Baetius; * 1540 in Baeza; † 1569 in Granada) war ein spanischer Humanist, Jurist, Anwalt, Schriftsteller und Übersetzer, der während einer bedeutenden Epoche in der kulturellen, politischen und wirtschaftlichen Geschichte Spaniens gewirkt hatte, der die retrospektiv geprägte Bezeichnung Siglo de Oro verliehen wurde.

## Leben

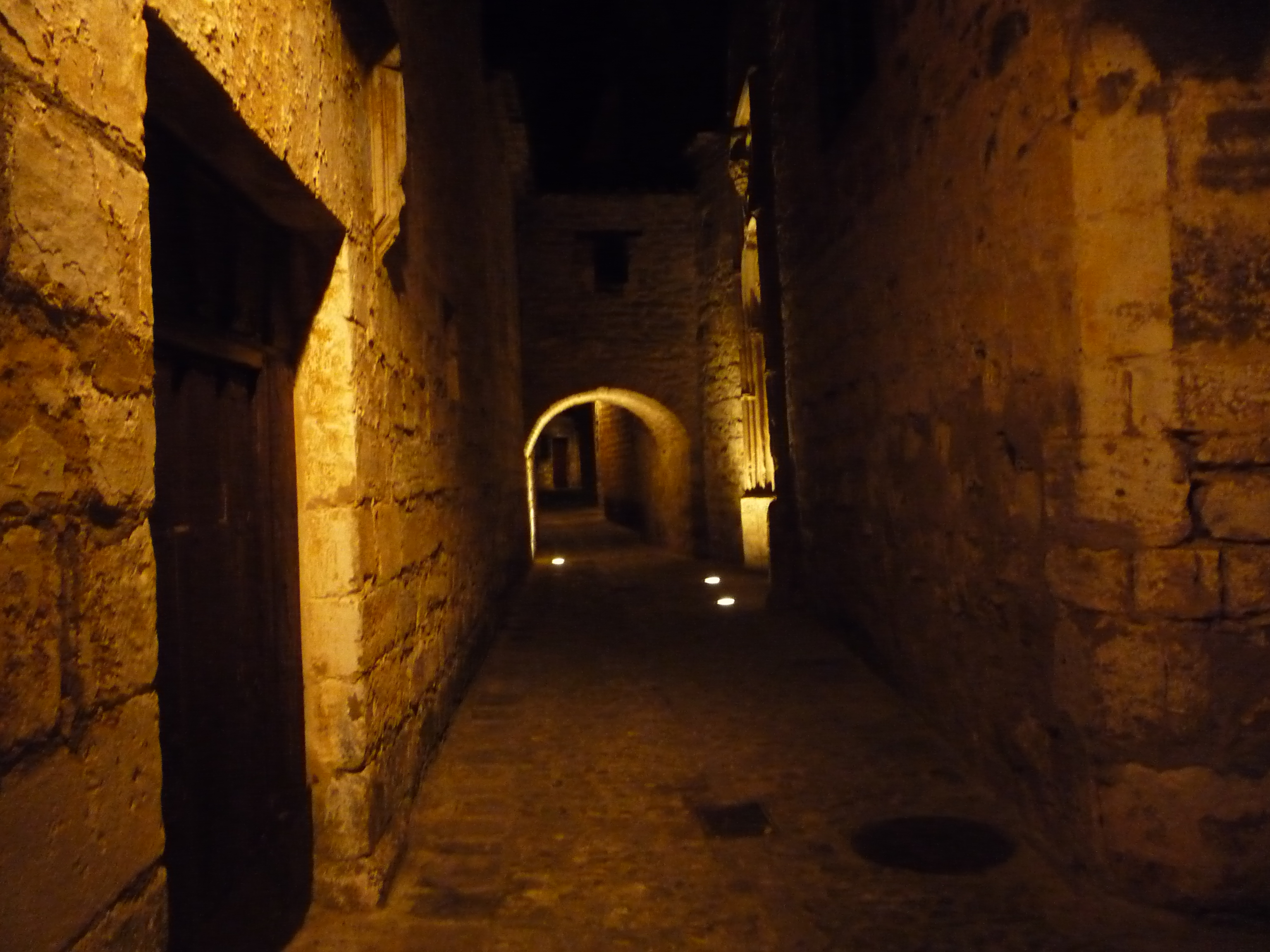
Die Gassen hinter der Catedral de Baeza in der Heimatstadt Gaspar de Baezas, Baeza

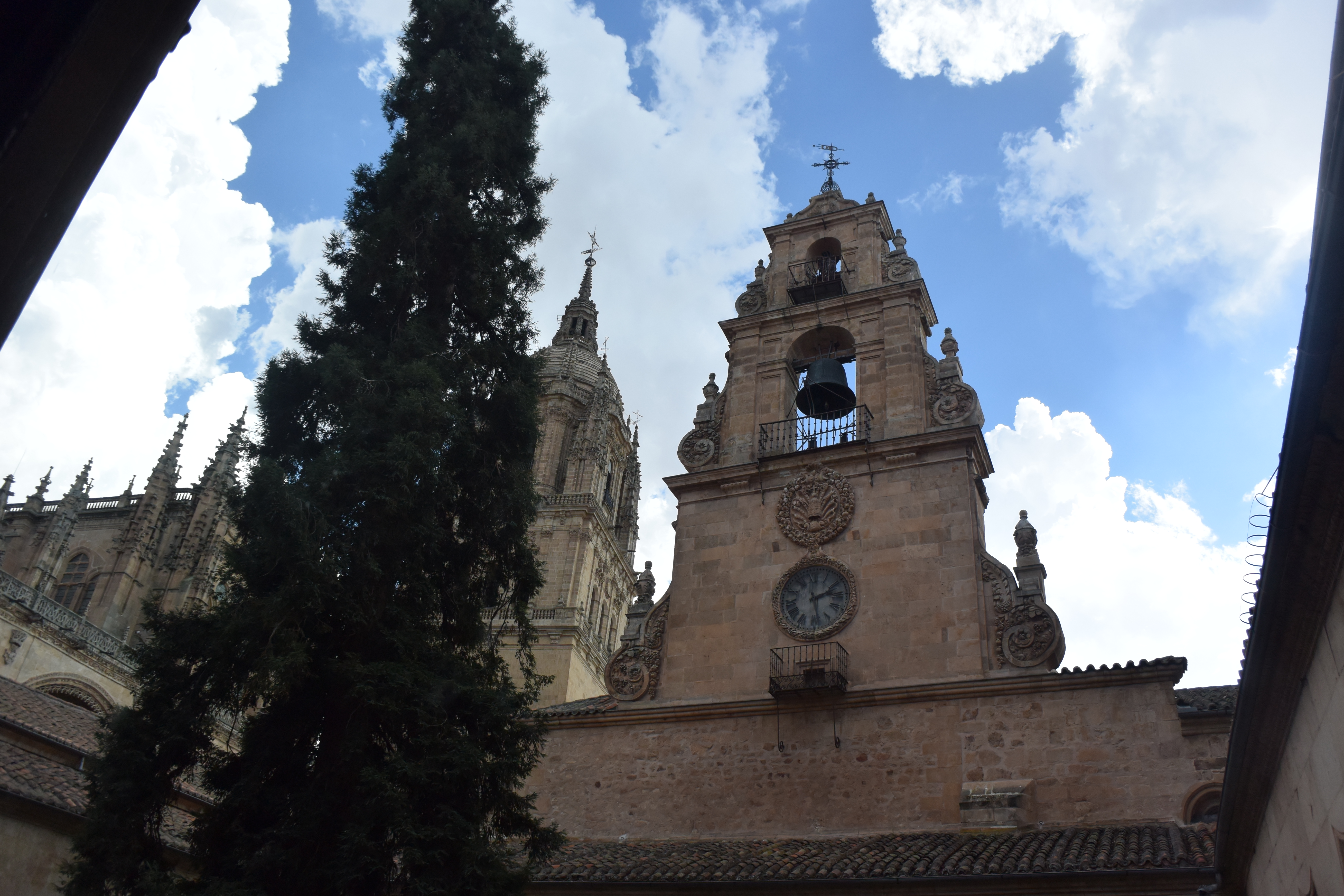
Die Universidad de Salamanca, Gaspar de Baezas erste Alma Mater

Zu seiner vergleichsweise kurzen Lebenszeit von ungefähr 29 Jahren sind keine erschöpfenden Angaben überliefert. Gaspar de Baeza wurde im Jahr 1540 als Sohn von Gonzalo de Baeza und Joan de Maryena in der andalusischen Stadt Baeza geboren. Nach der Deutung von Nicolás Antonio kann man den Nachnamen Gaspar de Baezas als ein Toponym erachten. Aus einer durch einen Kaufmann eingereichten Klage aus dem Jahr 1553 lässt sich die wichtige biographische Angabe entnehmen, dass seine Eltern zu diesem Zeitpunkt bereits verstorben waren. In diesem mit einem Streit um die Vormundschaft über die Kinder von Gonzalo de Baeza und Joan de Maryena verbundenen Rechtsfall tauchen insgesamt sechs Geschwister auf: Gonzalo, der damals 13-jährige Gaspar, Francisco, Rodrigo, Constanza und Isabel. Gaspar de Baeza begab sich aus seiner Heimatstadt Baeza nach Salamanca, wo er sich einem Studium des Zivilrechts gewidmet hatte. Während seiner Studienzeit an der Universität von Salamanca wendete er sich - als Schüler des damals zu Berühmtheit gelangten Juristen Juan de Orozco, des Autors des Werkes Ioannis Oroscii ... Ad responsa prudentum commentarij : duo hi Tomi, in priores integrósque Digestorum duos libros sunt. Legum contextus ipse totus, ad Florentini exemplaris fidem, diligenter excusus. ... : adiecti sunt indices rerum, vocum, legum, locupletissimi - neben seinem Studium des Zivilrechts, auch anderen (geistes-)wissenschaftlichen Disziplinen zu, wie der Philosophie, der Theologie, der Geographie und nicht zuletzt der Geschichte.
Während der verbleibenden Jahre seines Lebens war er in der südandalusischen Stadt Granada tätig, wo er zunächst sein Studium des Rechts an der Universität von Granada weiterverfolgte. Daraufhin lehrte er Recht an der gleichnamigen Universität und übte im Jahr 1562 eine anwaltliche Tätigkeit für die Real Audiencia y Chancillería de Granada aus. Granada bot ihm zudem die Gelegenheit, in Anknüpfung an seine schon während seiner Studienzeit an der Universität von Salamanca vielseitig ausgerichtete Wissensneugier, sich an einem unter anderem in Form von literarischen Zusammenkünften ablaufenden intellektuellen Austausch mit mehreren zeitgenössischen Schriftstellern wie Gregorio Silvestre, Luis Barahona de Soto, Pedro de Padilla, oder Diego Hurtado de Mendoza y Guevara zu beteiligen.
In dieser Stadt traf er auch seinen verfrühten Tod, der der gängig anerkannten Datierung nach im Jahr 1569 durch Suizid stattfand.

## Wirken
Das Wirken Gaspar de Baezas erstreckt sich über mehrere Bereiche hinweg. Zunächst einmal konnte er sich einer kurzlebigen, aber zugleich auch fruchtbaren juristischen und anwaltlichen Tätigkeit rühmen.
Gaspar de Baezas juristisches Denken und Wirken ist eng mit der juristischen Tradition der Schule von Salamanca verbunden, aus der auch dieser Jurist als Schüler von Juan de Orozco entstammte. Ihre Beschäftigung mit der Frage nach den Modalitäten der Rolle des römischen Rechts im zeitgenössischen Recht, die gewöhnlich unter dem inoffiziellen Begriff mos hispanicus zusammengefasst wird, brachte eine zwischen der mos italicus- und mos gallicus-Methode vermittelnde juristische Interaktion hervor. So schrieb auch Gaspar de Baeza Kommentare zum spanischen Recht, unter anderem zu den alten fueros. Er leistete zudem einen wichtigen Beitrag zum Feld des Schuldrechts. In seinem Werk Prima pars Tractatus de Inope debitore ex Castellana consuetudine creditoribus addicendo befasst er sich mit der Rechtslage verschuldeter Menschen sowie mit der Rechtslage derjenigen verschuldeten Menschen, die an einer Geisteskrankheit leiden.
Neben seiner anwaltlichen Tätigkeit für die Real Audiencia y Chancillería de Granada aus dem Jahr 1562, trat Gaspar de Baeza als Anwalt in zahlreichen Rechtsfällen auf. Besonders hervorzuheben ist seine anwaltliche Vertretung für Rodrigo de Cervantes, den Vater des Schriftstellers Miguel de Cervantes, der einem mit dem literarischen Freundeskreis Gaspar de Baezas überlappenden Freundeskreis angehörte.
De Baeza hinterließ als Teil seines übersetzerischen Werkes die Übersetzungen des einflussreichen zeitgenössischen italienischen Geschichtsschreibers Paulo Giovio. Hierzu zählen beispielsweise die Übersetzungen der Bücher Historia general de todas las cosas succedidas en el mundo en estos cincuenta años de nuestro tiempo : en la qual se escriuen particularmente todas las victorias y successos que el inuictissimo Emperador Don Carlos vuo, dende que començo a reynar en España, hasta que prendio al Duque de Saxonia (Salamanca, 1562-1563), Comunidades de España (Granada, 1564) sowie Elogios o vidas breues de los caualleros antiguos y modernos, illustres en valor de guerra q[ue] estan al biuo pintados en el museo de Paulo Iouio (Granada, 1568). Seine Übersetzungen Giovios sind allerdings durch den belastenden Umstand begleitet, dass sie seitens de Baezas vorgenommene Modifikationen enthalten.

## Tod
Als er 29 Jahre alt war, nahm sich Gaspar de Baeza, gemäß der Überlieferung von Nicolás Antonio, im Jahr 1569 das Leben. Dass sein in der heutigen Historiographie bisher mit keiner vollständigen Datumsangabe datierte Tod tatsächlich irgendwann im Jahr 1569 liegt, wird auch von dem durch den Bruder Baezas, Melchor verfassten Widmungsschreiben zum im Jahr 1592 veröffentlichten Werk Baezas Opera Omnia Gasparis Beatiae bestätigt. Dort findet sich der Satz Acceserat nondum frater meus charus ad trigessimum aetatis annum („Mein geschätzter Bruder hatte noch nicht das Lebensalter von 30 Jahren erreicht“).
Es bestehen allerdings zwei widersprüchliche Umstände zu den Angaben dieser Datierung seines Todesjahres. Zum einen führt der Baeza-Bruder, Rodrigo de Baeza im Widmungsschreiben zum Werk Gaspar de Baezas Prima pars Tractatus de Inope debitore ex Castellana consuetudine creditoribus addicendo die Tatsache an, sein Bruder habe diese Welt in einem Alter von 36 Jahren verlassen. Dies würde sein Todesjahr sieben Jahre nach der gängig anerkannten Datierung auf das Jahr 1576 verlegen. Der zweite widersprüchliche Umstand lässt sich aus der von Rodrigo de Cervantes, dem Vater von Miguel de Cervantes, Gaspar de Baeza gewährten Vollmacht ableiten, die heute das Archivo Histórico de Protocolos in Madrid als ihren Aufbewahrungsort hat. Innerhalb der Cervantes-Forschung gilt der 25. Februar 1577 als Entstehungsdatum dieser Vollmacht. Aufgrund der Wahrscheinlichkeit, dass der Buchstabe “t” im setenta-Teil der setenta y siete (1577)-Datumsangabe ähnlich zu einem “s” in einer möglichen sesenta y siete (1566)-Datumsangabe sein könnte, die auch mit der gängig anerkannten Lebenszeit Gaspar de Baezas übereinstimmt, wird allerdings diese Datierung durch Susan Byrne teilweise in Frage gestellt.
Nach seinem Tod wurden sämtliche Rechte zum Drucken seines Werkes Prima pars Tractatus de Inope debitore ex Castellana consuetudine creditoribus addicendo, eines sich mit der Rechtslage verschuldeter Menschen und deren Schuldner befassenden Traktats, dem Brüder Gaspar de Baezas, Rodrigo de Baeza in der Privilegio des gleichnamigen Werkes vom 22. Oktober 1569 übertragen. Die Rechte zum Drucken seines Werkes Opera Omnia Gasparis Beatiae mit einem ursprünglichen Ablaufdatum vom 22. Oktober 1589, wurden seitens des spanischen Königs Philipp II. seinem Bruder Melchor de Baeza mit einer sechsjährigen Verlängerung gewährt.

## Werke
- In Caroli Quinti Augusti Hispaniae Regis, illustrem constitutionem in Madritensi couento editam, quae de non meliorandis filiabus dotis ratione loquitur (Granada, 1566).
- De decima tutori Hispanico iure praestanda tractatus modis omnibus nouus (Granada, 1567).
- Prima pars Tractatus de Inope debitore ex Castellana consuetudine creditoribus addicendo (Granada, 1592).
- Opera Omnia Gasparis Beatiae (Madrid, 1592).
- Vida del famoso caballero don Hugo de Moncada (o. O., 18--?)

## Übersetzungen
- Elogios o vidas breues de los caualleros antiguos y modernos, illustres en valor de guerra q[ue] estan al biuo pintados en el museo de Paulo Iouio (Granada, 1568)
- Vida del Gran Tamorlán, escripta por Paulo Jovio Obispo de Nochera, en sus Elogios. Traducidos por Gaspar de Baeza, In: Historia del gran Tamorlan e itinerario y enarracion del viage, y relacion de la embaxada que Ruy Gonçalez de Clavijo le hizo, por mandado del muy poderoso señor rey Don Henrique el Tercero de Castilla. : Y un breve discurso / fecho por Gonzalo Argote de Molina, para mayor inteligencia deste Libro ... (Sevilla, 1582)
- Historia general de todas las cosas succedidas en el mundo en estos cincuenta años de nuestro tiempo : en la qual se escriuen particularmente todas las victorias y successos que el inuictissimo Emperador Don Carlos vuo, dende que començo a reynar en España, hasta que prendio al Duque de Saxonia (Salamanca, 1562-1563 & Granada, 1566)
- Comunidades de España (Salamanca, 1562-1563)
- Paulo Jovio añadido con doce libros que hasta agora faltaban de todas las cosas sucedidas en el mundo en estos cincuenta años de nuestro tiempo (Granada, 1566)